# اکسید قلع (II)
اکسید قلع(II) (به انگلیسی: Tin(II) oxide) با فرمول شیمیایی SnO یک ترکیب شیمیایی است. که جرم مولی آن ۱۳۴٫۷۱ g/mol می‌باشد. شکل ظاهری این ترکیب، جامد نارنجی و قرمز است.

## کاربرد در شیشه سازی
زمانی که اکسید قلع در تولید شیشه مصرف شود، کاملاً در آن نفوذ کرده و با مواد شیمیایی موجود در شیشه واکنش می‌دهد تا آن را از حالت شفاف به مات تغییر دهد. محصول بدست آمده با نام شیشهٔ شیری نیز شناخته می‌شود و دارای کاربرد در محیط‌های مسکونی و تجاری است. استفاده از آن برای تولید لعاب سفید رنگ جهت پوشش دهی ظروف چینی هم مرسوم است.